# 사이카와 유스케
사이카와 유스케(일본어: 斉川 雄介, 1985년 6월 10일 ~ )는 일본의 전 축구 선수이다.

## 구단 경력
과거 콘사돌레 삿포로에서 활동하였다.